# Armsel Striker
A Armsel Striker, também conhecida como Sentinel Arms Co Striker-12, Protecta, Protecta Bulldog e SWD Street Sweeper, é uma escopeta calibre 12 com um tambor giratório projetada para controle de tumultos e combate.

## História
A Armsel Striker foi projetada por Hilton R. Walker, um cidadão do Zimbábue, em 1981. Walker posteriormente emigrou para a África do Sul, trazendo consigo o design da escopeta Striker. Sua escopeta fez sucesso e foi exportada para várias partes do mundo, apesar de alguns contratempos. O carregador do tipo tambor rotativo era volumoso, tinha um longo tempo de recarga e a ação básica apresentava certas falhas.
Walker redesenhou sua arma em 1989, removendo o mecanismo de rotação do tambor e adicionando um sistema de ejeção automática de cartucho. A nova escopeta foi batizada de Protecta.
Uma cópia do Striker foi feita pela fabricante de armas americana Cobray e comercializada como SWD Street Sweeper de 1989 a 1993.

## Projeto e recursos
A ação da arma é semelhante à de um revólver, por meio de um tambor giratório. Como o Striker usa um gatilho convencional de ação dupla e um tambor muito grande e pesado (em comparação com as armas curtas), Walker adicionou uma mola mecânica pré-enrolada para girar o carregador. Isso tornou o carregamento lento, em troca de um acionamento do gatilho mais curto e leve. O projeto foi alterado para ter um armador no lado direito do cano.
Os primeiros projetos foram criticados por terem um mecanismo de disparo lento e pesado. Os cartuchos tinham que ser carregados individualmente e, em seguida, girar a mola mecânica do tambor. Os estojos eram ejetados por uma haste ejetora ao longo do lado direito do cano. A última versão tem o mecanismo de giro mecânico removido, a haste ejetora substituída por um sistema de ejeção automática e um armador no lugar da haste que gira o tambor automaticamente. A Striker tem capacidade para 12 cartuchos e comprimento total curto. As variantes compactas têm capacidade para 7 cartuchos.

## Variantes
- Armsel Striker - o primeiro projeto de Hilton Walker.
- Armsel Protecta - Uma versão melhorada da Armsel Striker. Preparar a arma para disparar foi simplificado e a confiabilidade da arma melhorada.[3]
- Armsel Protecta Bulldog - Uma versão extremamente curta e sem coronha da Armsel Protecta. Destina-se à entrada de edifícios e funções veiculares.[3]
- Sentinel Arms Striker-12 - Uma cópia totalmente licenciada e aprimorada da Armsel Striker para o mercado americano feita pela Sentinel Arms Co. Estava disponível com um cano de 18 polegadas e uma versão sem coronha de 7 polegadas.[5]
- Cobray/SWD Street Sweeper - Um clone de baixo custo da Armsel Striker, tendo uma quantidade limitada de peças em comum com o sistema de armas original.[5]
- Cobray/SWD Ladies Home Companion/ LHC[8] - Uma versão de calibre reduzido da Streetsweeper. O grupo do gatilho é anexado a um tambor e cano de calibre .410 ou .45/70 Government.[9]